# Dahmeland

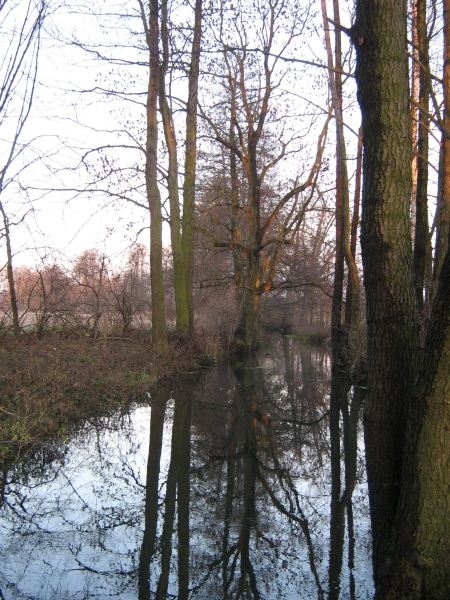
Die Dahme bei Rietzneuendorf

Das Dahmeland ist eine historische Landschaft im mittleren Brandenburg und im Südosten Berlins. Namensgebendes Element ist das Flüsschen Dahme. Die Landschaft ist geprägt vom Gegensatz zwischen dem Reichtum an Gewässern und feuchten Niederungen einerseits und den andererseits über weite Strecken vorherrschenden trockenen und unfruchtbaren Sandböden. Obwohl unmittelbar vor den Toren Berlins gelegen, ist die Landschaft nur dünn besiedelt. Große Teile des Dahmelandes stehen innerhalb des Naturparks Dahme-Heideseen unter Schutz.

## Geografie und Geologie

### Abgrenzung

Der Landkreis Dahme-Spreewald in Brandenburg. Der nördliche Teil wird meist mit dem Dahmeland gleichgesetzt.

Das Dahmeland hat sowohl naturräumlich als auch kulturlandschaftlich keine scharfen Grenzen. Aus praktischen Gründen wird meist der Nordteil des Landkreises Dahme-Spreewald mit dem Dahmeland gleichgesetzt. Historisch gehören aber sowohl die südlichen Teile des Berliner Stadtbezirks Treptow-Köpenick als auch der zur Dahme entwässernde westliche Teil des Landkreises Oder-Spree zum Dahmeland. Andererseits liegt der nordwestlichste Teil des Landkreises Dahme-Spreewald bereits auf der Hochfläche des Teltow, von dem das Dahmeland nach Westen begrenzt wird. Die Nordgrenze der historischen Landschaft kann mit der Mündung der Dahme in die Spree an der Köpenicker Altstadt gezogen werden. Naturlandschaftlich liegt die Grenze hier mitten im Berliner Urstromtal. Vor allem im Osten geht das Dahmeland ohne erkennbare Grenze in die östlich gelegenen Landschaften über. Die Beeskower Platte und die Rauenschen Berge werden nicht mehr dem Dahmeland zugerechnet. Relativ scharf kann das Dahmeland im Südosten begrenzt werden, da sich die Dahme um Märkisch-Buchholz und der Spreewald bei Neuendorf am See hier bis auf wenige Kilometer annähern. Auch die sich westlich anschließenden Krausnicker Berge bilden eine markante Grenze zwischen Dahmeland und Spreewald. Unscharf ist wieder die genaue Abgrenzung nach Südosten, da der Oberlauf der Dahme mit der gleichnamigen Stadt nicht dem Dahmeland zugerechnet wird. Hier bildet die Dahme ihrerseits die Grenze zwischen dem Fläming südwestlich und der Lausitz südlich des Dahmelandes. Erst nördlich von Golßen, im Baruther Urstromtal befindet sich die Südwestgrenze des Dahmelandes.

### Siedlungen
Aufgrund des Vorherrschens der armen, nährstoffarmen Sandböden ist der größte Teil des Dahmelandes nur dünn besiedelt. Lediglich der Nordteil erfuhr mit dem starken Wachstums Berlins ab dem ausgehenden 19. Jahrhundert eine deutliche Bevölkerungszunahme. Das betraf vor allem die an der Bahnstrecke Berlin–Görlitz liegenden Ortschaften. So hatte Königs Wusterhausen, mit ca. 34.000 Einwohnern der aktuell bevölkerungsreichste Ort, um 1900 nur ein Zehntel der heutigen Einwohnerzahl. Auch Eichwalde, Zeuthen und Wildau, alle entlang der Bahnstrecke gelegen, erfuhren eine starke Bevölkerungszunahme. Der bis um 1900 bedeutendste Ort, die bereits auf dem Teltow gelegene Stadt Mittenwalde, lag nicht an der Bahnstrecke und blieb in ihrer Entwicklung hinter den anderen Orten zurück.
Auch südlich von Königs-Wusterhausen liegen die einwohnerstärksten Gemeinden aufgereiht an der Bahnstrecke: Bestensee und Groß Köris. Alle anderen Orte des Dahmelandes sind bis heute kleine Landgemeinden geblieben. Teupitz und Märkisch Buchholz im südlichen Teil des Dahmelandes besitzen zwar Stadtrechte, sind aber dennoch wie alle anderen Gemeinden ländlich geprägt. Mit weniger als 800 Einwohnern ist Märkisch Buchholz sogar eine der kleinsten Städte Deutschlands.

### Geologie, Geomorphologie und Böden
Das Dahmeland verdankt seine Entstehung den wiederholten Vorstößen des skandinavischen Inlandeises während des quartären Eiszeitalters. So stehen fast ausschließlich eiszeitliche und nacheiszeitliche Ablagerungen an der Erdoberfläche an. Im Dahmeland finden sich alle Elemente der Glazialen Serie.

#### Präquartäre Ablagerungen
Ablagerungen, die älter als das jüngere Tertiär (bzw. Neogen) sind, spielen für das Dahmeland fast keine Rolle; sie sind aber im tieferen Untergrund verbreitet. Die einzige Ausnahme ist der Salzstock von Mittenwalde, dessen Top sich weniger als einhundert Meter unterhalb der Erdoberfläche befindet. Anders als in Sperenberg wird aber die Erdoberfläche nicht erreicht.
Ablagerungen aus dem Miozän sind im Dahmeland weit verbreitet, jedoch meist von den eiszeitlichen Sedimenten überdeckt. An wenigen Stellen stehen sie aber direkt an der Erdoberfläche an bzw. finden sie sich unter einer nur wenige Meter mächtigen Überdeckung. Alle oberflächennahen Vorkommen liegen aber nicht in ursprünglicher Lagerung, sondern sind durch den Druck der quartären Eisvorstöße gestaucht worden und befinden sich meist in höherer Position, als es ihrer ursprünglichen Lagerung entspricht. Am bekanntesten ist das Vorkommen von miozäner Braunkohle bei Schenkendorf, das in der zweiten Hälfte des 19. Jahrhunderts abgebaut wurde. Die dabei entstandenen Bergwerksgebäude prägen das Ortsbild bis heute.

#### Elstereiszeit
Die Ablagerungen der ersten Eisvorstöße während der Elstereiszeit können im Untergrund des Dahmelandes Mächtigkeiten bis zu mehr als 100 Meter erreichen. Besonders mächtig werden sie als Füllung Glazialer Rinnen. Dabei fällt eine deutliche Zweiteilung auf: so sind Rinnen im nördlichen Teil des Dahmelandes nur gering verbreitet und relativ wenig in ihre Umgebung eingeschnitten, während sie im Süden deutlich tiefer und ausgedehnter sind. Die elsterzeitlichen Sedimente bestehen überwiegend aus Geschiebemergel und Absätzen von Eisstauseen. Es kommen aber auch Schmelzwassersande und Kiese vor. Außerhalb der Rinnen fehlen elsterzeitliche Ablagerungen fast völlig. Auf Grund der Überlagerung mit den ebenfalls sehr mächtigen saalezeitlichen Sedimenten stehen sicher elsterzeitliche Ablagerungen nicht direkt an der Erdoberfläche an. Auch zeigt die Oberkante der elsterzeitlichen Ablagerungen noch keine Beziehung zur Oberfläche des heutigen Dahmelandes.

#### Saaleeiszeit
Die Ablagerungen der Saaleeiszeit übertreffen in ihrer Mächtigkeit sowohl die älteren Sedimente der Elsterkaltzeit als auch die der jüngeren Weichseleiszeit. Sie sind mit einer Mächtigkeit von 20 bis 50 Metern (und mehr) nahezu flächendeckend verbreitet. Meistens handelt es sich um sandige Schmelzwasserablagerungen, die von einem mächtigen Geschiebemergel überlagert werden. Es kommen aber auch wiederholt feinkörnige Eisstauseeablagerungen vor. An mehreren Stellen durchstoßen die saalezeitlichen Ablagerungen sogar die weichselzeitlichen und stehen direkt oder zumindest sehr nahe an der Erdoberfläche an. An den Stellen, an denen Eisstauseeablagerungen in der Nähe der Erdoberfläche zu finden sind, wurden sie im 19. und 20. Jahrhundert in mehreren Tongruben abgebaut und zu Ziegeln gebrannt.
Da die Ablagerungen der jüngeren Weichselkaltzeit relativ geringmächtig sind, wurde das heutige Großrelief bereits in der Saaleeiszeit angelegt. Das betrifft sowohl die ausgedehnten Niederungen als auch die meisten Hochgebiete. 
Ablagerungen der auf die Saalekaltzeit folgenden Eem-Warmzeit sind an mehreren Stellen im Dahmeland durch Bohrungen nachgewiesen worden. Es handelt sich um kleine Becken, die mit Seeablagerungen und Torf gefüllt worden sind. In einer Tongrube bei Töpchin wurden um 1900 bei Abbau der saalezeitlichen Staubeckentone eemzeitliche Sedimente auch an der Erdoberfläche freigelegt. Der Aufschluss ist aber nicht mehr erhalten.

#### Weichseleiszeit
Während der Weichseleiszeit wurde das Dahmeland das letzte Mal vom skandinavischen Inlandeis bedeckt und entscheidend geformt. Dabei erreichte der Gletscher am Südrand des Gebietes an der Brandenburger Eisrandlage seine maximale Ausdehnung nach Süden. Den Fläming und den Lausitzer Grenzwall hat das jüngste Eis nicht mehr erreicht. Die Randlage wird südlich von Teupitz und auf den Krausnicker Bergen durch gut entwickelte Endmoränen markiert. Sie bestehen überwiegend aus Sand und Kies. Südlich bis südwestlich der Endmoränen befinden sich die typischen Sanderflächen der Dornswalder Heide und des Brand (Gemeinde Halbe). Sie entstanden durch Ablagerungen der Schmelzwässer, die aus dem Inlandeis austraten. Die Sander dachen sich nach Süden zum Baruther Urstromtal ab, in welchem die Schmelzwässer weiter nach Westen abflossen. Zwischen Massow und den Krausnicker Bergen fehlen auf etwa 10 km West-Ost-Erstreckung Endmoränen und Sander nahezu vollständig, so dass dort das Baruther Urstromtal meist ohne scharfe Grenze in das nördliche, tiefer gelegene Rückland übergeht. Diese Lücke hat später die Dahme für ihre Umschwenkung nach Norden genutzt.

Höhenschichtenkarte der glazialen Rinne des Sutschketales; Krummensee bei Mittenwalde.

Nahezu zeitgleich mit den Endmoränen und Sandern bildeten sich nördlich der Eisrandlage unter dem Eis zahlreiche Glaziale Rinnen. Sie verlaufen von Nord nach Süd beziehungsweise von Nordost nach Südwest. In den Rinnen haben sich beim Abschmelzen des Inlandeises bevorzugt Toteisblöcke erhalten, aus denen dann später die zahlreichen Seen entstanden, die das Dahmeland bis heute prägen. Der allergrößte Teil der Seen im Dahmeland liegt innerhalb der Rinnen.
Nördlich der Endmoränen ist nach dem Modell der Glazialen Serie mit ausgedehnten Grundmoränen zu rechnen. Dies trifft für das Dahmeland jedoch nur bedingt zu. Einerseits liegt die Landschaft des Dahmelandes meist deutlich tiefer als das Baruther Urstromtal. So verlagerte sich mit den Rückschmelzen der Urstrom aus dem Baruther Tal schnell nach Norden und verschüttete die Landschaft zum größten Teil mit Schmelzwassersanden. Es bildeten sich ausgedehnte Urstromtalungen zwischen dem Baruther und dem Berliner Urstromtal. Andererseits dominiert auch auf den inselartig aus den Urstromtalungen aufragenden Grundmoränenplatten nicht der Geschiebemergel. Aufgrund der nur kurzzeitigen Eisbedeckung ist er sehr geringmächtig (oft weniger als 2 m) und sandig ausgebildet. Über weite Strecken fehlt er. So stehen auf den Hochflächen, die eigentlich Grundmoränen sind, über weite Strecken Sande aus der Vorstoßphase des weichselzeitlichen Eises an oder, wo auch diese fehlen, noch ältere saalezeitliche Ablagerungen.